# شوما أونو
شوما أونو هو متزلج على الجليد ياباني ولد في 17 ديسمبر 1997.

## الحياة الشخصية
ولد شوما أونو في ناغويا باليابان. لديه أخ أصغر يبلغ 4 سنوات.  لديه ثلاثة كلاب تسمى تورو وإيما وبارون.  لا يحب الخضار.

## المهنة

### السنوات المبكرة
بدأ أونو التزلج لأن ماو أسادا التزلج. كان ذلك عندما كان عمره 5 سنوات.

### موسم 2011-2012
احتل المركز الثالث في بطولة كأس تالين للناشئين في إستونيا. في دورة الألعاب الأولمبية الشتوية للشباب 2012 احتل المركز الثاني في الفردي وأول الفريق. احتل المركز العاشر في بطولة العالم للناشئين لعام 2012 في مينسك.

### موسم 2012-2013
جاء في المركز الثاني في كأس شويرتر.

### موسم 2013-2014
احتل أونو المركز الرابع في تالين وجاء في المركز الخامس في بطولة العالم للناشئين 2014. 

### موسم 2014-2015
حصل على الميدالية الفضية في اليابان وفاز بالميدالية الذهبية في كرواتيا. بشكل عام أصبح الفائز الياباني الثالث بعد تاكاهيكو كوزوكا ويوزورو هانيو. أصبح الفائز الياباني الخامس في بطولة العالم للناشئين.

### موسم 2015-2016
في بطولة اليابان المفتوحة سجل 185.48 درجة عالية على الرغم من عدم الاعتراف بها رسميًا، قام بأول مشاركة له في نهائي سباق الجائزة الكبرى وانتهى في المركز الثالث. احتل المركز الثاني في بطولة عموم اليابان ومثل في بطولة القارات الأربع وبطولة العالم. احتل المركز الرابع في بطولة القارات الأربع والسابع في بطولة العالم.

### موسم 2016-2017
في بطولة القارات الأربع وضع أفضل مستوى شخصي جديد بشكل عام وانتهى بالمركز الثالث.  في بطولة العالم قام بتحديث أفضل ما لديه بمقدار 4.58 نقطة في برنامج قصير واحتلال المركز الثاني. أنهى البرنامج بدون أخطاء كبيرة وفاز بالميدالية الفضية. بعد نتائج هذه المسابقة ساهم في الحصول على ثلاث مراتب تمثيلية للرجال في أولمبياد بيونغ تشانغ في العام التالي.

### موسم 2017-2018
فاز ببطولة عموم اليابان للمرة الثانية على التوالي وتم اختياره ممثلاً للأولمبياد.

### موسم 2018-2019
في بطولة العالم غاب عن منصة التتويج إذ حصل على المركز الرابع.

### موسم 2019-2020
في البرنامج القصير تراجعت القفزات واحدة تلو الأخرى وتأخر إلى المركز الرابع.

### موسم 2020-2021
في بطولة العالم احتل المركز السادس في البرنامج القصير لكنه احتل المركز الثالث في البرنامج المجاني واحتل المركز الرابع في الترتيب العام. في كأس الفريق العالمي احتل المركز التاسع في البرنامج القصير والسادس في البرنامج المجاني.

### موسم 2021-2022
كان من المقرر أن يشارك في نهائي سباق الجائزة الكبرى في أوساكا، لكن تم إلغاؤه بسبب تأثيرات كوفيد 19. تم اختياره لدورة الألعاب الأولمبية الشتوية لعام 2022 في بكين.